# Papízios
Papízios ist ein Ort und eine ehemalige Gemeinde (Freguesia) im portugiesischen Kreis Carregal do Sal. Die Gemeinde hatte 677 Einwohner (Stand 30. Juni 2011).
Am 29. September 2013 wurden die Gemeinden Papízios, Sobral und Currelos zur neuen Gemeinde União das Freguesias de Currelos, Papízios e Sobral zusammengeschlossen.